# Бошчиновићи
Бошчиновићи је насеље у општини Пљевља у Црној Гори. Према попису из 2003. било је 74 становника (према попису из 1991. било је 112 становника).

## Демографија
У насељу Бошчиновићи живи 56 пунолетних становника, а просечна старост становништва износи 40,9 година (43,4 код мушкараца и 38,6 код жена). У насељу има 21 домаћинство, а просечан број чланова по домаћинству је 3,52.
Становништво у овом насељу веома је хетерогено, а у последња три пописа, примећен је пад у броју становника.
|  |

| Демографија | Демографија | Демографија |
| Година      | Становника  | Становника  |
| ----------- | ----------- | ----------- |
|             |             |             |
|             |             |             |
|             |             |             |
|             |             |             |
| 1948.       | 160         |             |
| 1953.       | 152         |             |
| 1961.       | 153         |             |
| 1971.       | 127         |             |
| 1981.       | 122         |             |
| 1991.       | 112         | 110         |
| 2003.       | 74          | 74          |
|             |             |             |

| Етнички састав према попису из 2003.‍ | Етнички састав према попису из 2003.‍ | Етнички састав према попису из 2003.‍ | Етнички састав према попису из 2003.‍ | Етнички састав према попису из 2003.‍ |
| ------------------------------------ | ------------------------------------ | ------------------------------------ | ------------------------------------ | ------------------------------------ |
|                                      |                                      |                                      |                                      |                                      |
| Срби                                 | Срби                                 |                                      | 35                                   | 47,29%                               |
| Муслимани                            | Муслимани                            |                                      | 20                                   | 27,02%                               |
| Црногорци                            | Црногорци                            |                                      | 14                                   | 18,91%                               |
| Бошњаци                              | Бошњаци                              |                                      | 3                                    | 4,05%                                |
| непознато                            | непознато                            |                                      | 2                                    | 2,70%                                |

| Година пописа     | 1948. | 1953. | 1961. | 1971. | 1981. | 1991. | 2003. |
| ----------------- | ----- | ----- | ----- | ----- | ----- | ----- | ----- |
| Број домаћинстава | 27    | 27    | 27    | 25    | 28    | 28    | 21    |

| Број чланова      | 1  | 2 | 3 | 4 | 5 | 6 | 7 | 8 | 9 | 10 и више | Просек |
| ----------------- | -- | - | - | - | - | - | - | - | - | --------- | ------ |
| Број домаћинстава | 21 | 2 | 7 | 2 | 3 | 3 | 3 | 1 | 0 | 0         | 0      |

| Пол    | Укупно | Неожењен/Неудата | Ожењен/Удата | Удовац/Удовица | Разведен/Разведена | Непознато |
| ------ | ------ | ---------------- | ------------ | -------------- | ------------------ | --------- |
| Мушки  | 30     | 9                | 20           | 1              | 0                  | 0         |
| Женски | 27     | 4                | 19           | 4              | 0                  | 0         |
| УКУПНО | 57     | 13               | 39           | 5              | 0                  | 0         |

| Пол    | Укупно                    | Пољопривреда, лов и шумарство | Рибарство                            | Вађење руде и камена | Прерађивачка индустрија       |
| ------ | ------------------------- | ----------------------------- | ------------------------------------ | -------------------- | ----------------------------- |
| Мушки  | 12                        | 1                             | 0                                    | 0                    | 3                             |
| Женски | 6                         | 3                             | 0                                    | 0                    | 0                             |
| УКУПНО | 18                        | 4                             | 0                                    | 0                    | 3                             |
| Пол    | Производња и снабдевање   | Грађевинарство                | Трговина                             | Хотели и ресторани   | Саобраћај, складиштење и везе |
| Мушки  | 0                         | 1                             | 0                                    | 0                    | 2                             |
| Женски | 0                         | 0                             | 1                                    | 1                    | 0                             |
| УКУПНО | 0                         | 1                             | 1                                    | 1                    | 2                             |
| Пол    | Финансијско посредовање   | Некретнине                    | Државна управа и одбрана             | Образовање           | Здравствени и социјални рад   |
| Мушки  | 0                         | 1                             | 1                                    | 0                    | 1                             |
| Женски | 0                         | 0                             | 0                                    | 0                    | 0                             |
| УКУПНО | 0                         | 1                             | 1                                    | 0                    | 1                             |
| Пол    | Остале услужне активности | Приватна домаћинства          | Екстериторијалне организације и тела | Непознато            | Непознато                     |
| Мушки  | 0                         | 0                             | 0                                    | 2                    | 2                             |
| Женски | 1                         | 0                             | 0                                    | 0                    | 0                             |
| УКУПНО | 1                         | 0                             | 0                                    | 2                    | 2                             |